# Vrijzinnig Hervormde Kerk (Arnhem)
De Vrijzinnig Hervormde Kerk is een kerkgebouw in de Nederlandse stad Arnhem, meer specifiek in het Spijkerkwartier. De kerk is in 1926 gebouwd volgens de principes van de Nieuwe Haagse school. De vrijzinnig-hervormde gemeenschap nam intrek in de kerk en sinds 1979 voegden de remonstranten zich hierbij.
De kerk is ingepast in het straatbeeld van de Parkstraat door onder andere dezelfde rooilijn te hanteren en dat de ingang is voorzien van een kleine trap. De voorgevel is strak opgezet en is grotendeels uitgevoerd in  Noors verband. Opvallend is het expressieve baksteenpatroon en de tufstenen ornamenten die de ingang accentueren. Boven deze vormen zijn negen glas-in-loodramen in de voorgevel aangebracht, die oorspronkelijk uit de Remonstrantse kerk komen. In de zijgevels zijn eveneens glas-in-loodramen aangebracht, gemaakt door Kees Kuiler. Deze abstracte vensters die verwijzen naar verhalen uit het oude en het nieuwe testament zijn nog allemaal origineel. Duidelijk is hier de invloed van de art deco te herkennen. 
De draagconstructie van dit gebouw is voor zijn tijd vooruitstrevend; het is geheel in beton uitgevoerd. 
Het interieur is vermoedelijk gebaseerd op de Unity Temple in de Amerikaanse stad Oak Park, ontworpen door Frank Lloyd Wright. In de kerk is op de eerste verdieping een tribune aanwezig.
Het kerkgebouw is een rijksmonument.